# Violet Kemble-Cooper

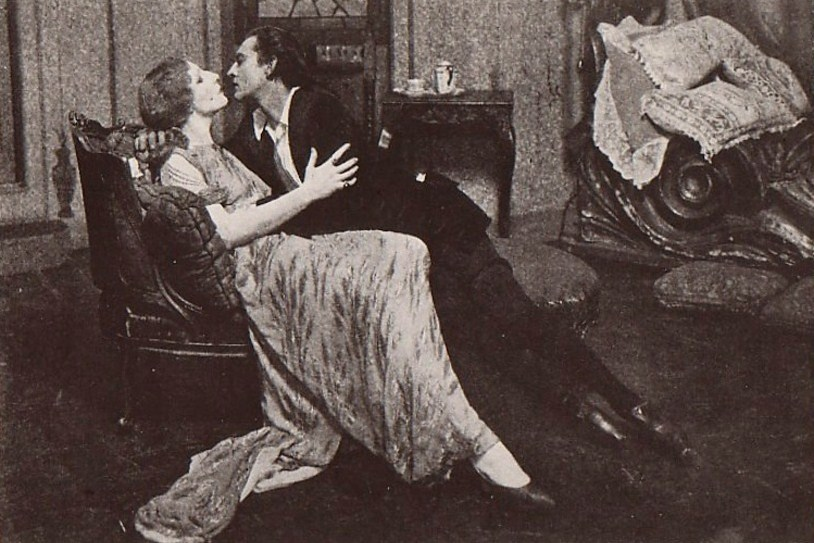
Avec John Barrymore, dans la pièce Clair de Lune (Broadway, 1921)

Violet Kemble-Cooper (parfois créditée Violet Kemble Cooper) est une actrice britannique, née le 12 décembre 1886 à Londres (Angleterre), morte le 17 août 1961 à Los Angeles — Quartier d'Hollywood (Californie).

## Biographie
Très active au théâtre durant sa carrière, Violet Kemble-Cooper y débute en 1905 dans son pays natal puis, installée aux États-Unis, joue régulièrement à Broadway (New York) entre 1912 et 1934, exclusivement dans des pièces.
Un de ses rôles notables sur les planches new-yorkaises est celui de la duchesse de Beaumont dans Clair de Lune (titre anglais, adaptation du roman L'Homme qui rit de Victor Hugo) de Michael Strange, représentée en 1921, aux côtés d'Ethel et John Barrymore. Parmi ses autres partenaires à Broadway, citons George Arliss, Walter Hampden, Helen Hayes, Claude Rains, Basil Rathbone et Jane Wyatt.
Accaparée par le théâtre, Violet Kemble-Cooper apparaît au cinéma dans seulement huit films américains, sortis de 1933 à 1936, dont David Copperfield de George Cukor (1935, avec Lionel Barrymore, W. C. Fields et Freddie Bartholomew) et Le Rayon invisible de Lambert Hillyer (1936, avec Boris Karloff et Béla Lugosi).
Expérience unique, elle contribue (sans être créditée) au scénario du film de guerre Les Chemins de la gloire d'Howard Hawks (1936, avec Fredric March et Warner Baxter).
Elle est la sœur de l'actrice Lillian Kemble-Cooper (1892-1977).

## Théâtre (à Broadway)
- 1912 : The Indiscretion of Youth de J. Hartley Manners, d'après Man and Wife de Wilkie Collins, avec Frank Kemble-Cooper (son père, v. 1857 - v. 1918)
- 1912-1914 : Peg o' My Heart de J. Hartley Manners
- 1917 : The Professor's Love Story de J. M. Barrie, avec George Arliss, Reginald Denny
- 1917 : The Gay Lord Quex d'Arthur Wing Pinero, avec Leonard Willey
- 1917-1918 : Happiness de J. Hartley Manners, avec Lynn Fontanne, J. M. Kerrigan
- 1918 : The Long Dash de Robert Mears Mackay et Victor Mapes, avec Berton Churchill
- 1918-1919 : Dear Brutus de J. M. Barrie, avec Helen Hayes, Elisabeth Risdon
- 1921 : Clair de Lune de Michael Strange, d'après L'Homme qui rit de Victor Hugo, avec Ethel et John Barrymore, Henry Daniell, Dennis King
- 1921 : The Silver Fox de Ferencz Herczeg, adaptation de Cosmo Hamilton, avec William Faversham, Ian Keith
- 1923 : The Laughing Lady d'Alfred Sutro, avec Ethel Barrymore
- 1923 : L'École de la médisance (The School for Scandal) de Richard Brinsley Sheridan, avec Ethel Barrymore, Etienne Girardot, Walter Hampden, Grant Mitchell, Charles Richman
- 1923 : The Camel's Back de William Somerset Maugham, avec Louise Closser Hale, Gavin Muir
- 1924 : Hassan de James Elroy Flecker, musique de scène de Frederick Delius, mise en scène de Basil Dean, avec Mary Nash, Dennis Hoey
- 1925 : The Servant in the House de Charles Rann Kennedy, avec Pedro de Cordoba
- 1925 : La Dernière Nuit de Don Juan (Last Night of Don Juan) d'Edmond Rostand, adaptation de Sidney Howard, avec Stanley Logan, Henry O'Neill, Edgar Stehli
- 1926 : The Unchastened Woman de Louis K. Anspacher, avec Josephine Hutchinson (adaptée au cinéma en 1925)
- 1926-1927 : On Approval de Frederick Lonsdale
- 1927-1928 : The Command to Love de Rudolf Lothar et Fritz Gottwald, adaptation d'Herman Bernstein et Brian Marlow, avec Ferdinand Gottschalk, Mary Nash, Basil Rathbone, Henry Stephenson
- 1930 : La Charrette de pommes (The Apple Cart) de George Bernard Shaw, avec Ernest Cossart, Tom Powers, Claude Rains, Helen Westley
- 1930-1931 : Lysistrata d'Aristophane, adaptation de Gilbert Seldes, mise en scène et décors de Norman Bel Geddes, avec Louise Closser Hale, Hope Emerson, Etienne Girardot, Ernest Truex, Ian Wolfe
- 1931 : Lui (He) d'Alfred Savoir, adaptation de Chester Erskine, avec Tom Powers, Claude Rains, Edward Rigby
- 1932 : The Mad Hopes de Romney Brent, avec Jane Wyatt
- 1934 : Mackerel Skies de John Haggart, avec Tom Powers, Charles Trowbridge, Cora Witherspoon

## Filmographie complète

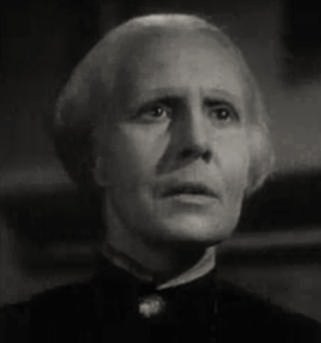
Dans Le Rayon invisible (1936)

(comme actrice, sauf mention contraire)
- 1933 : Haute Société (Our Betters) de George Cukor
- 1933 : L'Homme invisible (The Invisible Man) de James Whale (non créditée)
- 1934 : La Fontaine (The Fountain) de John Cromwell
- 1935 : David Copperfield (Personal History, Adventures, Experience, and Observation of David Copperfield the Younger) de George Cukor
- 1935 : Vanessa : Her Love Story de William K. Howard
- 1935 : Cardinal Richelieu de Rowland V. Lee
- 1936 : Le Rayon invisible (The Invisible Ray) de Lambert Hillyer
- 1936 : Roméo et Juliette (Romeo and Juliet) de George Cukor
- 1936 : Les Chemins de la gloire (The Road to Glory) d'Howard Hawks (comme scénariste, non créditée)